# Charcas (kommun)
Charcas är en kommun i Mexiko.   Den ligger i delstaten San Luis Potosí, i den centrala delen av landet, 500 km nordväst om huvudstaden Mexico City. Antalet invånare är 12 748.
Följande samhällen finns i Charcas:
- Charcas
- Álvaro Obregón
- Pocitos
- Paso del Mezquite
- Noria del Cerro Gordo
- San Juan del Tuzal
- Cerro Prieto
- Francisco I. Madero
- IMMSA Mina Tiro General
- Ignacio Aldama
- Fracción Palmas